# Silas (mini-série)
Pour les articles homonymes, voir Silas.
Silas est une mini-série allemande en six épisodes de 48 minutes, d'après la série de romans de l'écrivaine danoise Cecil Bødker, diffusée à partir du 25 décembre 1981 sur ZDF.
En France, la série a été diffusée à partir du 14 octobre 1983 sur Antenne 2 dans l'émission Récré A2, en douze épisodes de 24 minutes, avec un générique chanté par Dominique Pankratoff ("Silas, la vie est une folie (...), Dans quel pays se trouve le paradis (début du refrain)"),.

## Synopsis[1]
À la fin du XIXe siècle, au Danemark. Silas, un jeune garçon âgé de treize ans[réf. nécessaire], s'enfuit d'un cirque où il est maltraité. Il trouve refuge chez un dresseur de chevaux, Bartolin. À la suite d'un pari avec celui-ci, il gagne la jument "La noiraude" en l’envoûtant avec sa flûte. Mais Bartolin revient sur sa parole et Silas s'enfuit avec la jument.

## Distribution
- Patrick Bach (VF : Damien Boisseau) : Silas
- Lucki Molocher (VF : Thierry Bourdon) : Godik
- Diether Krebs (de) (VF : William Sabatier) : Philippe
- Shmuel Rodensky (de) (VF : Henry Djanik) : Bartolin
- Patrick Lancelot : Chasseur de loutres
- André Lacombe : Emanuel
- Armin Schawe : Jasper
- Ingeborg Lapsien (de) : L'aiguiseuse de couteaux
- Nina Rothemund (de) (VF : Marie-Françoise Sillière) : Jenny
- Nelly Huet : Nanina
- Jimmy Karoubi : Pépé
- Reine Bartève : Thérésa
- Tatjana Köthe : Maria
- Valérie Quennessen : Melinda, la lavandière

## Épisodes
1. Le Cirque
2. Le Soupçon
3. Godik le boîteux
4. Le Trésor
5. La Sorcière
6. Le Lingot d'argent
7. La Ville
8. Le Faux Coupable
9. Les bourgeois
10. L'Éducation
11. L'Enlèvement
12. Le Triomphe

## Sortie DVD
Aucun DVD français n'est disponible. La version d'époque serait perdue.[réf. nécessaire]
Une première édition est sortie en 2004 en Allemagne, puis une seconde en novembre 2010 chez Universum Film GmbH.